# UFC Fight Night: Rozenstruik vs. Sakai
UFC Fight Night: Rozenstruik vs. Sakai（ユーエフシー・ファイトナイト：ホーゼンストライク・バーサス・サカイ、別名UFC Fight Night 189、UFC on ESPN+ 47）は、アメリカ合衆国の総合格闘技団体「UFC」の大会の一つ。2021年6月5日、ネバダ州ラスベガスのUFC APEXで開催された。

## 大会概要
本大会はジャルジーニョ・ホーゼンストライクとアウグスト・サカイのヘビー級戦が組まれた。

## 試合結果

### プレリミナリーカード
第1試合 ライト級 5分3R
○  クラウディオ・プエレス vs.  ジョーダン・レビット ×
3R終了 判定3-0（29-28、29-28、29-28）
第2試合 フェザー級 5分3R
○  ショーン・ウッドソン vs.  ユーセフ・ザラル ×
3R終了 判定2-1（28-29、29-28、29-28）
第3試合 女子フライ級 5分3R
○  マノン・フィオロ vs.  タバサ・リッチ ×
2R 3:00 TKO（スタンドパンチ連打）
第4試合 ライト級 5分3R
－  アラン・パトリック vs.  メイソン・ジョーンズ －
2R 2:14 ノーコンテスト（故意でないサミング）
第5試合 フェザー級 5分3R
○  カムエラ・カーク vs.  マクワン・アミルカーニ ×
3R終了 判定3-0（30-27、29-28、29-28）
第6試合 ウェルター級 5分3R
○  ムスリム・サリコフ vs.  フランシスコ・トリナウド ×
3R終了 判定3-0（30-27、30-27、30-27）
第7試合 ヘビー級 5分3R
○  イリル・ラティフィ vs.  タナー・ボーザー ×
3R終了 判定2-1（29-28、27-29、29-28）

### メインカード
第8試合 女子フライ級 5分3R
○  モンタナ・デ・ラ・ロサ vs.  アリアネ・リプスキ ×
2R 4:27 TKO（パウンド）
第9試合 ミドル級 5分3R
○  グレゴリー・ホドリゲス vs.  ドゥスコ・トドロビッチ ×
3R終了 判定3-0（30-27、30-27、29-28）
第10試合 ウェルター級 5分3R
○  サンチアゴ・ポンジニッビオ vs.  ミゲル・バエザ ×
3R終了 判定3-0（29-28、29-28、29-28）
第11試合 ミドル級 5分3R
○  ロマン・ドリーゼ vs.  ラウレアノ・スタロポリ ×
3R終了 判定3-0（30-27、30-27、30-27）
第12試合 ヘビー級 5分3R
○  マルチン・ティブラ vs.  ウォルト・ハリス ×
1R 4:06 TKO（パウンド）
第13試合 ヘビー級 5分5R
○  ジャルジーニョ・ホーゼンストライク vs.  アウグスト・サカイ ×
1R 4:59 TKO（右フック→パウンド）

### 各賞
ファイト・オブ・ザ・ナイト：サンチアゴ・ポンジニッビオ vs. ミゲル・バエザ
パフォーマンス・オブ・ザ・ナイト：ジャルジーニョ・ホーゼンストライク、マルチン・ティブラ
各選手にはボーナスとして5万ドルが授与された。

### カード変更
負傷などによるカードの変更は以下の通り。